# Meinel-Bräu

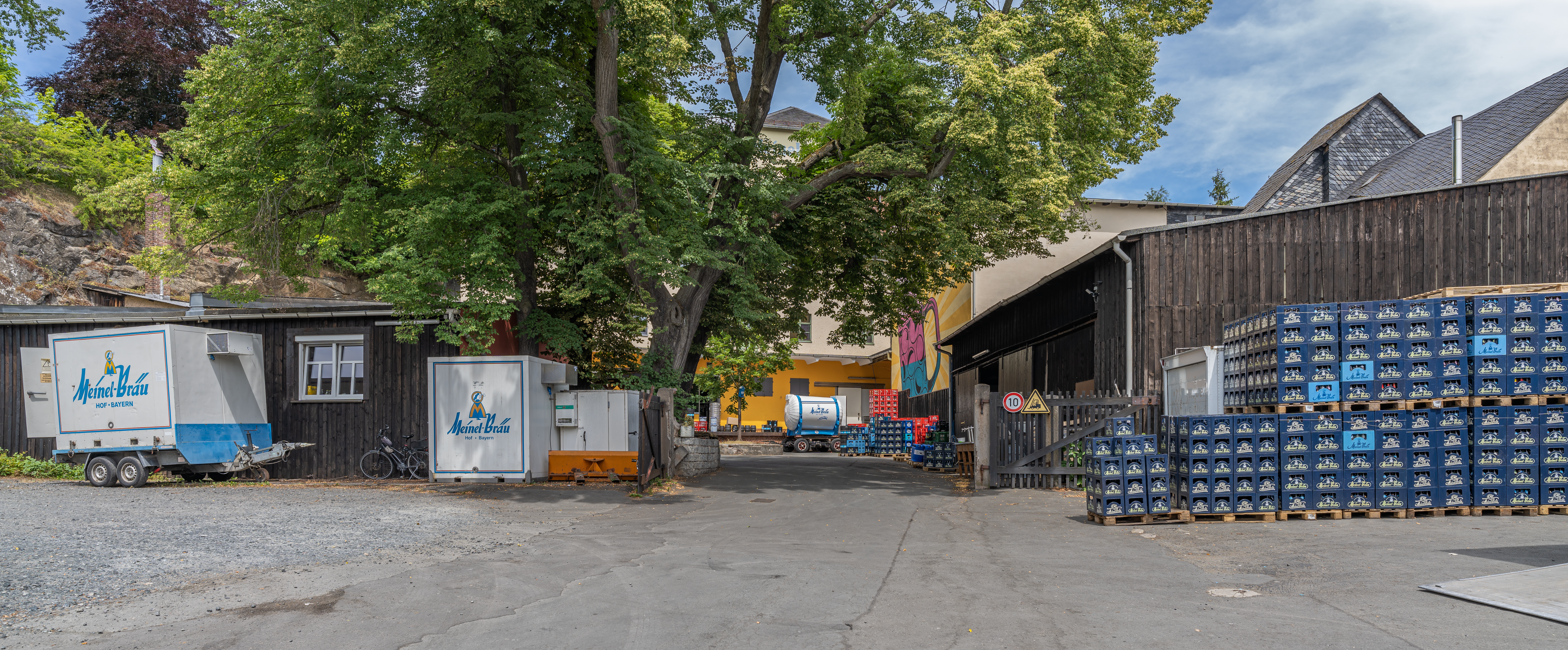
Ansicht des Standorts in Hof (Saale)

Die Meinel-Bräu ist eine mittelständische Privatbrauerei und Brennerei in der Stadt Hof in Bayern. Der Ausstoß pro Jahr an Bier beträgt 20.000 Hektoliter.

## Geschichte

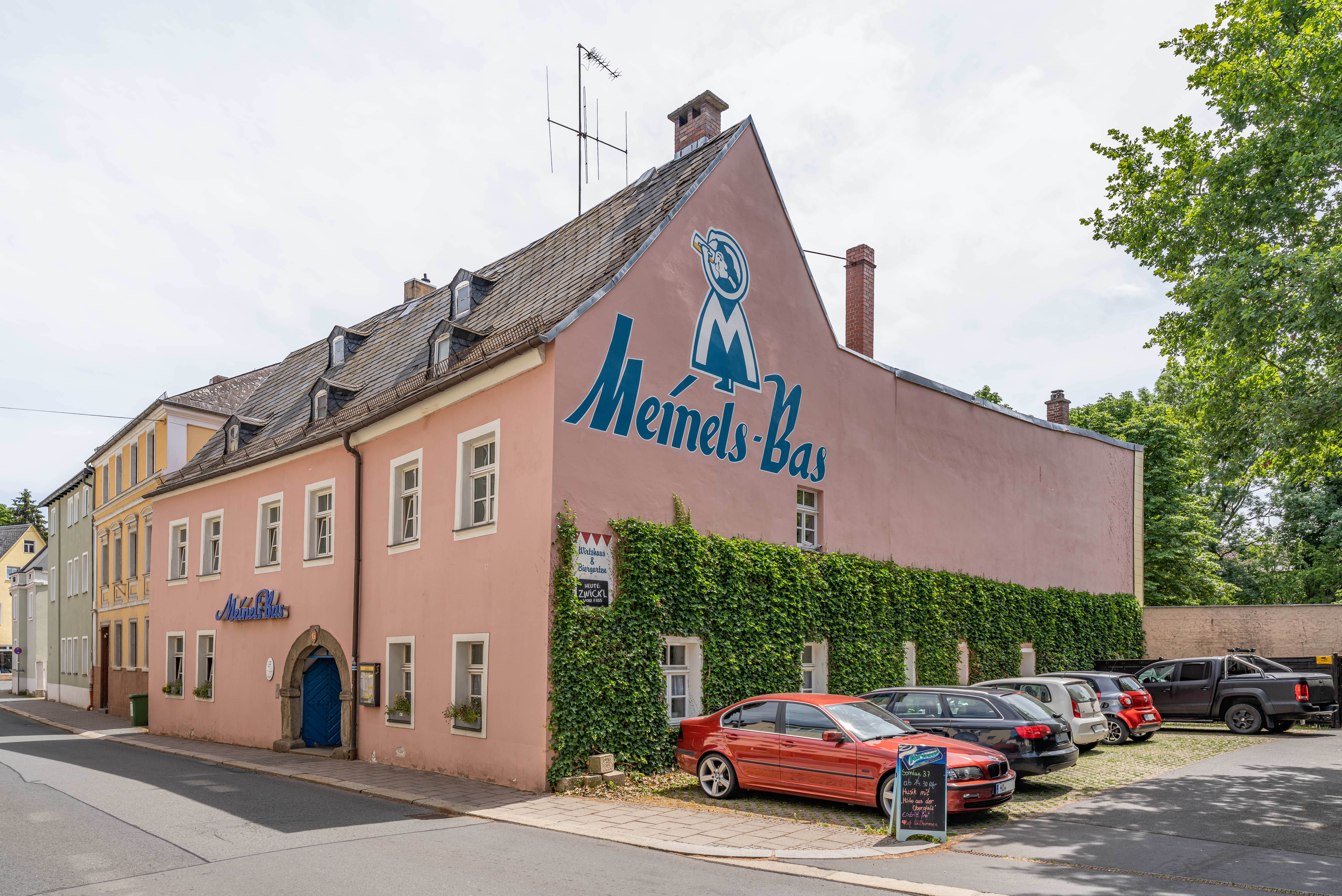
Die Meinels Bas in der Hofer Vorstadt

Seit 1731 ist das Brau- und Schankrecht der Familie Meinel in Hof nachweisbar. Das Stammhaus ist das Anwesen Vorstadt 13, die heutige Brauereigaststätte Meinels-Bas. Der Name rührt von der im Volksmund wegen ihrer umgänglichen Art „Meinels Bas“ (Bas als Kurzform von Base = Cousine) genannten Kunigunda Barbara Meinel (1790–1863) her, die in der dortigen Schankwirtschaft Bier ausschenkte.
1902 baute Georg Meinel am heutigen Standort an der Alten Plauener Straße ein eigenes Sudhaus mit zugehörigen Gär- und Lagerkellern, das im Wesentlichen dem heutigen Aussehen der Brauerei entspricht. 1914 entstanden im Hof noch zusätzliche Wagenremisen. Die Lage am Fuß des Felsens zum Bürgerpark Theresienstein brachte ihr den Titel Brauerei am Park ein.
Von den einst vielen Hofer Brauereien ist die Meinel-Bräu die letzte in Familienhand verbliebene. Aktuell wird sie von den Schwestern Gisela und Monika Meinel-Hansen in der 13. Generation geführt.

## Produktpalette

Frisch gezapftes Meinel-Bräu-Bier

| Biere - Pils - Helles - Keller Märzen - Dunkles - Mephisto - Weizen - Naturradler Zitrone (Biermischgetränk) - Naturradler Grapefruit (Biermischgetränk) - Holladiebierfee (Gemeinschaftsprojekt verschiedener Brauereien) | saisonale Biere - Absolvinator - Absolvinator Eisbock - Blümla - SchlaWienerla (Jubiläumsbier seit 150-jährigem Jubiläum der Wärschtlamo) - Maischätzla - Freindla - Körnla - Hopfenzupfer - Doppelbock - Weizenbock | Spirituosen - Meinels Bierbrand - Absolvengeist - Schlehengeist - Hof Kräuter - Hopfengeist |

Zusätzlich werden Erfrischungsgetränke der Marke Clarella angeboten.
Für die Biere werden ausschließlich heimische Rohstoffe aus kontrolliertem Anbau verwendet. Dafür erhielt sie 1999 vom Verband mittelständischer Brauereien das Gütesiegel „Qualität aus Bayern“.
Die Meinel-Bräu besitzt eine eigene Brennerei zur Destillation von Bränden. Dazu zählen verschiedene Bierbrände.

## Sonstiges
- Das Starkbier Absolvinator, benannt nach der Schülerverbindung RAAV Absolvia Hof[4], wird nur einmal im Jahr eingebraut. Der traditionelle Starkbieranstich am Wochenende nach dem Aschermittwoch zum Beginn der Fastenzeit wird mit einem Fest in der Tenne der Meinel-Brauerei gefeiert. Dabei kommt es regelmäßig zum „Derblecken“ der regionalen und überregionalen Politik.
- 2014 gewann der Meinel Doppelbock Hell den Silberpreis beim European Beer Star in der Kategorie German-Style Doppelbock Hell.[5]
- Die Brauerei ist Mitglied im Brauring, einer Kooperationsgesellschaft privater Brauereien aus Deutschland, Österreich und der Schweiz.[6]